# 秋庭道博
秋庭 道博（あきにわ どうはく、1935年 - ）は、日本の随筆家。
長野県出身。早稲田大学第一文学部卒業。中央公論社勤務の後、独立。文筆、放送、講演活動などに従事。

## 著書
- ことばの切れ味 「生き方」を発掘する200のヒント 東洋経済新報社 1992.6 のち講談社+α文庫
- ことばの表情 「こころ」を磨く200のヒント 東洋経済新報社 1992.12
- ことばのご機嫌 自分らしく生きる200のヒント 東洋経済新報社 1993.8
- 「勝ちぐせ」をつけなさい 東洋経済新報社 1993.12
- なぜか大きな声でいえない話  東洋経済新報社 1994.12
- <20代に贈る>ことばの魔力ことばの魅力 自分の「生き方」がつかめる180のヒント 大和出版 1995.3
- “上手い"といわれる入門文章の技術 大和出版 1995.4 改題「“できる"といわれる文章の技術」
- 今日からは勝ちぐせ主義 東洋経済新報社 1995.7
- 入門雑談の技術 話のキッカケがつかめる 大和出版 1995.10 のち学研M文庫
- 「自分の土俵」を持ちなさい 東洋経済新報社 1996.4
- もう、だまされない人の見抜き方84の法則 ビジネスで成功する勘どころ 大和出版 1996.11
- 勝ちぐせをつけるためにやるべきこと 上手に生きる58の法則 かんき出版 1996.12
- 人生を励ます「この一言」 生きるヒント、名言の知恵200 プレジデント社 1997.2
- 「自己表現力」をつける本 東洋経済新報社 1997.3
- 人生これから三十年の楽しみ PHP研究所 1997.11
- 「間」のいい人ダメな奴 “勝ちグセ"がつく行動学 大和出版 1998.1
- 社会人になるということ  実業之日本社 1998.3
- あなたを癒す85の言葉 三省堂 1998.6
- 今の自分を変える65冊の実学図書館 講談社 1998.9
- 一日一善 自信と誇りを取りもどそう 実業之日本社 1998.11
- 疲れた心をなごませる言葉 1999.1 (PHP文庫)
- 頼りになるのは自分だけ 「勝ちぐせ」をつける55のルール PHP研究所 1999.2
- 心にひびく手紙の書き方 人間関係を間違えない知恵 ロングセラーズ 1999.9
- こころの底に力が湧いてくる言葉 忘れえぬ青春の原点とは 青春出版社 1999.10 (プレイブックス)
- できるアイツの雑談の技術 チャンスを呼ぶ“話のタネ"の見つけ方・広げ方 大和出版 1999.11
- やさしくやさしく考えよう生きてみよう サンマーク出版 2000.5
- つまずいても、転ばなくていい本 仕事がうまくいかないときの100のヒント ダイヤモンド社 2000.12
- 勝てる言葉 人生に強くなる200の名言 廣済堂出版 2001.1
- 座談の達人! 会話がはずむ・仕事に役立つ なぜその人の周りには人が集まるのか すばる舎 2001.3
- 生きた言葉なるほど事典 実業之日本社 2001.5
- 結婚外恋愛入門 夫以外の男性を愛してどこがいけないの? すばる舎 2001.7
- この「ひと言」でラクになる! 人間関係で悩んだときの99のヒント ダイヤモンド社 2001.8
- 「人を見抜く!」技術 心理戦に負けない“駆け引き"84のヒント 大和出版 2001.9 「人のホンネの見抜きかた」ぶんか社
- 戦国武将55の名言 乱世を生きぬいた漢たち 2001.12 (学研M文庫)
- 「この人についていこう」と思われる上司になる 部下を惹きつけ、やる気にさせる40のヒント すばる舎 2002.5
- ついで学のすすめ 時間を他人より10倍うまく使う100の方法! 経済界 2002.7
- あなたのスピーチが際立つ珠玉の名言・名文句 有楽出版社 2003.7
- 言葉の"頭の体操" 三笠書房 2003.8 (知的生きかた文庫)
- 力まず、あせらず、あきらめず 生き方探し、このひと言 プレジデント社 2003.9
- 金銭金言 バジリコ 2003.12
- 読ませるビジネス・実用文の書き方 文章上手をめざせ! 有楽出版社 2004.3
- サムライたちの遺した言葉  2004.9 (PHPエル新書)
- 定年前に読むブッダのことば 佼成出版社 2005.5
- 会社でキレる前に読むブッダのことば 佼成出版社 2005.7
- 話が上手い人、下手な人 三笠書房 2005.8 (王様文庫)
- 二兎を追うものは、三兎をも得る 2006.1 (ぶんか社文庫)
- 1時間の仕事を20分で終わらせる ダンドリ上手になる技術 かんき出版 2006.1
- 日本でいちばんわかりやすい文章術読本 日本エディタースクール出版部 2006.5
- 1秒で「場の空気」が読めれば、すべてうまくいく ゴマブックス 2006.10
- いい生き方いい人生の技術 一流の人から学ぶ知恵200 2006.10 (だいわ文庫)
- 時給千円で終わる人時給一万円になれる人 きこ書房 2007.3
- 人を動かす「言葉力」 プレジデント名言録「200」選 プレジデント社 2007.9
- なぜ部下は、あなたの言うことを聞かないのか?  PHP研究所 2008.1
- なぜ、あの人は空気が読めるのか? 2008.2 (ゴマ文庫)
- 人に好かれたら、仕事は9割うまくいく 学習研究社 2008.3
- 人間盛りは百から百から 転ばぬ先の「超人」語録 麗澤大学出版会 2008.5
- まずは、「勝ちぐせ」をつけなさい 2008.8 (学研M文庫)
- プレジデント名言録「200」選 人を動かす「言葉力」その2 プレジデント社 2008.9
- 「まず動く!」人が、仕事は9割うまくいく 学習研究社 2009.2
- 生き方の作法 怯えの時代を心穏やかに生きるための道しるべ PHP研究所 2009.6
- 逆境に克つ「言葉力」プレジデント名言録「200」選 その3 プレジデント社 2009.9
- あの人の最期のことば100 日本人なら知っておきたい! PHP研究所 2009.12
- 苦手な人とでも会話が続く話し方100 2010.2 (ぶんか社文庫)
- 「質問力」で、仕事は9割うまくいく 学研パブリッシング 2010.3
- 深い言葉 よりよく生きようとする人たちへ 麗澤大学出版会 2010.3
- いますぐ!「勝ちぐせ」をつけなさい ごま書房新社 2010.9

| スタブアイコン | サブスタブ | この項目は、まだ閲覧者の調べものの参照としては役立たない、文人（小説家・詩人・歌人・俳人・作詞家・作家・放送作家・随筆家（コラムニスト）・文芸評論家）に関連した書きかけの項目です。この項目を加筆・訂正などしてくださる協力者を求めています（P:文学/PJ:作家）。 |